# جو إس. فاسكيز
جو إس. فاسكيز (بالإنجليزية: Joe S. Vasquez)‏ هو كاهن كاثوليكي أمريكي، ولد في 9 يوليو 1957 في ستامفورد في الولايات المتحدة.